# El Varal, Guerrero
El Varal är en ort i Mexiko.   Den ligger i kommunen Arcelia och delstaten Guerrero, i den södra delen av landet, 180 km sydväst om huvudstaden Mexico City. El Varal ligger 450 meter över havet och antalet invånare är 175.
Terrängen runt El Varal är huvudsakligen kuperad, men åt nordväst är den platt. Runt El Varal är det ganska glesbefolkat, med 38 invånare per kvadratkilometer. Närmaste större samhälle är Arcelia, 5,5 km norr om El Varal. I omgivningarna runt El Varal växer huvudsakligen savannskog.